# 시베리아땃쥐
시베리아땃쥐(Crocidura sibirica)는 땃쥐과에 속하는 포유류의 일종이다. 러시아에서 발견되며, 중국과 몽골에서도 서식하는 것으로 추정하고 있다.